# Kokopelli

Kokopelli

Kokopelli är en puckelryggig flöjtspelande figur i nordamerikansk mytologi, särskilt bland indianer i sydvästra USA.